# خرقة النبي محمد
31°37′11″N 65°42′29″E / 31.6196°N 65.7080°E

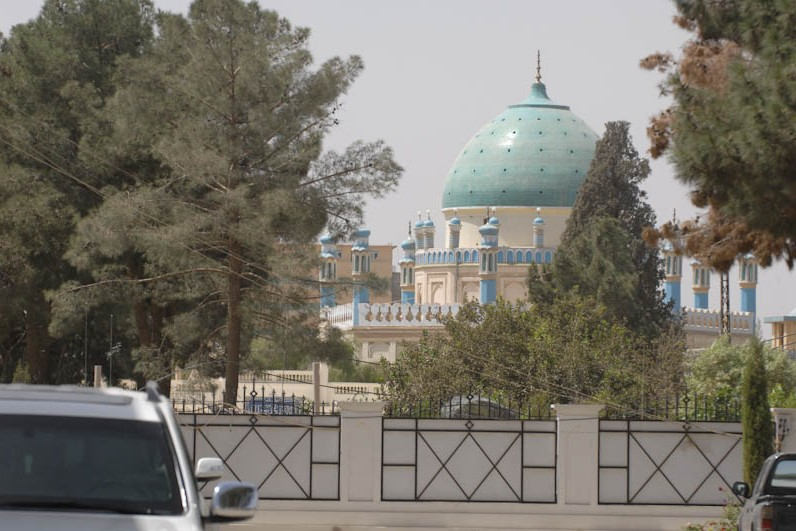
الضريح الذي يضم العباءة، 2003

عباءة النبي محمد أو خرقة النبي محمد أو رداء النبي محمد هي قطعة أثرية مخبأة داخل مزار خرقة شريفة في قندهار، في أفغانستان. وهي معطف فضفاض يُعتقد أن النبي محمد ارتداها أثناء الإسراء والمعراج في عام 621 م.
أما الخرقة نفسها فهي محفوظة داخل المسجد ونادرًا ما تُعرض. وقد حرستها نفس العائلة لأكثر من 250 عامًا. وقد اعتاد القائمون عليها أن يُظهروا الخرقة لقادة أفغانستان المعترف بهم فقط، على الرغم من أنه في أوقات الأزمات الكبرى مثل الكوارث الطبيعية، فقد تم عرضها علنًا كوسيلة للطمأنينة. يقع ضريح أحمد شاه دراني بجوار ضريح الخرقة.

## التاريخ
كانت الخرقة في الأصل محفوظة في بخارى، وقد قُدمَت الخرقة إلى الأمير أحمد شاه دراني (الذي يُعتبر مؤسس أفغانستان الحديثة) من الأمير مراد بك من بخارى (في أوزبكستان الحديثة) في عام 1768 من أجل ترسيخ معاهدة بين الزعيمين. وتقول رواية أخرى أنه عندما سافر أحمد شاه إلى بخارى، رأى خرقة النبي محمد. ثم قرر أن يأخذ القطعة الأثرية معه إلى قندهار، وسأل ما إذا كان بإمكانه "استعارة" الخرقة من حراسها. وقد كانوا قلقين من أنه قد يحاول أخذها من بخارى، فأخبروه أنه لا يمكن أخذها من المدينة. ويقال إن أحمد شاه أشار بعد ذلك إلى شاهد حجري ثقيل مُثبت بقوة في الأرض، وقال إنه لن يرفع الخرقة بعيدًا عن الحجر أبدًا. فرح الحراس بإجابته، وسلّموه العباءة. ثم أخذ أحمد شاه العباءة، وأمر بحفر البلاطة الحجرية، وحملهما معه إلى قندهار، حيث يقف الحجر الآن بالقرب من مزاره (قبره).
في عام 1996، قام الملا محمد عمر، زعيم حركة طالبان، بإزالة العباءة من الضريح ووضعها أمام حشد كبير من أتباعه. ويعتبر هذا الفعل الرمزي عمومًا نقطة رئيسة في صعود طالبان، وفي صعود عمر نفسه، حيث رُبط عمر بكل من أحمد شاه دوراني والنبي محمد. وعندما أمسك عمر بالخرقة، بدأ الحشد يهتفون "أمير المؤمنين"، وهو اللقب الذي استخدمه أيمن الظواهري، زعيم تنظيم القاعدة، أحيانًا للإشارة إلى عمر. وفي مقالة نشرتها صحيفة نيويورك تايمز في أواخر عام 2001، أكد قاري شوالي، حارس المرقد آنذاك، أنه سمح لعمر في عام 1996 برؤية الخرقة وإخراجها من المرقد. وأضاف الشوالي أنه لم ينظر إلى الخرقة في حياته قبل عمر إلا شخصان. وكان الشخص الأول هو محمد ظاهر شاه ، آخر ملوك أفغانستان [الإنجليزية]، الذي فتح الصندوق الذي كان يحتوي على العباءة مرتين، لكنه لم يتقدم أكثر من ذلك. أما الشخص الثاني فهو بير أحمد جيلاني، وهو زعيم سياسي وأحد أقارب ظاهر. في عام 2012، أكد وحيد مزهدة [الإنجليزية]، وهو محلل سياسي أفغاني ومسؤول رفيع المستوى سابقًا في وزارة خارجية طالبان، أن عمر حمل الخرقة، لكنه نفى مزاعم ارتدائه لها: "حسب علمي، من مصادر مقربة من عمر، ومن حديث مع حارس الضريح [حيث تُحفظ الخرقة]، لم يكن عمر يرتدي الخرقة. وبكل احترام، حملها أمام القادة الدينيين المجتمعين للولاء".
في حزيران 2018 م، شُوهدت الخرقة آخر مرة في العلن عندما فتح الرئيس الأفغاني أشرف غني صندوق الخرقة، وصلى مع الحاضرين من أجل السلام خلال وقف إطلاق النار لمدة ثلاثة أيام في أفغانستان (من 15 إلى 17 حزيران 2018 م).

## طالع أيضًا
- أصحاب الكساء: كساء النبي الذي خصّ فيه أربع أفراد من أهل بيته
- الآثار المقدسة – حيث توجد بُردة النبي محمد